# 46 км (зупинний пункт, Донецька залізниця, Мар'їнський район)
46 кіломе́тр — пасажирська зупинна залізнична платформа Лиманської дирекції Донецької залізниці (до грудня 2014 р. Ясинуватська дирекція)на лінії Рутченкове — Покровськ.
Розташована у с. Кремінна Балка, Покровський район, Донецької області,  між станціями Роя (14 км) та Цукуриха (2 км).
Через військову агресію Росії на сході України транспортне сполучення припинене.
Див. також: перегін 46 км - 45 км.